# Kràsnie Zori
Kràsnie Zori (en rus: Красные Зори) és un poble (un possiólok) de l'óblast de Volgograd, a Rússia, segons el cens del 2010 tenia 106 habitants.